# Dave Richer
Dave Richer (né le 1er juin 1972 à Montréal) est un comédien, humoriste et conférencier québécois.
Il est aussi pratiquant de la boccia, discipline pour laquelle il obtient une médaille de bronze en 2011 au Mexique.

## Biographie
Son cerveau ayant été privé d'oxygène à la naissance pendant 15 secondes, Dave Richer souffre depuis de paralysie cérébrale. Déjouant les pronostics des médecins, il apprend à parler, avec difficulté, mais pas à marcher et doit se déplacer en chaise roulante.
Dave Richer est en couple sa femme Annabelle qu'il a rencontré lors d'une de ses conférences. Ils ont deux enfants ensemble: un garçon et une fille.
Malgré des difficultés de coordination, il suit des études d'art dramatique au Cégep de Saint-Laurent. À partir de 1996, il obtient des rôles dans plusieurs séries télévisées. Dans ses activités artistiques, Dave Richer se distingue par l'autodérision : pour lui, « rire de soi est une thérapie, mais aussi un métier ».
Après avoir joué dans une demi-douzaine de séries télévisées, Dave Richer se tourne vers la boccia, un sport de boule apparenté à la pétanque. Il obtient dans cette discipline une médaille de bronze, lors des Jeux parapanaméricains de 2011. Éliminé au premier tour des Jeux paralympiques d'été de 2012 à Londres ,, il ne participe finalement pas aux Jeux de 2016 au Brésil.
Depuis 1995 environ, Dave Richer tient également environ 80 conférences par an « dans lesquelles il discute de différences, de persévérance et de dépassement de soi » : « Je leur dis que si, moi, j'ai réussi, eux aussi peuvent réussir, qu'il ne faut pas renoncer à ses rêves ».
En 2023, il fait un retour sur scène après s'être fait discret durant les 12 dernières années. Son spectacle Spasme de rire sera présenté au Lion D'or à Montréal, au ComédiHa Club de Québec
Il est ami de longue date ave l'acteur Normand D'amour avec qui il tourne Norm & Dave une série documentaire qui relate leur amitié ainsi que leur parcours respectif

## Filmographie
- 1996 : Jasmine : Luc
- 1998 : Réseaux : David
- 1999 : Le Petit Ciel : messager de Dieu
- 1999 : 15 Secondes
- 1999 : Elvis Gratton II : Miracle à Memphis : Jean Elvis
- 2000 : Catherine : Luc
- 2001 : Lance et compte : Nouvelle Génération : David
- 2004-2005 : Les Bougon, c'est aussi ça la vie! : Dave Richer/Gratien
- 2004-2006 : Virginie : Sébastien Rivest
- 2007 : Caméra Café : Rick
- 2007-2009 : Bob Gratton : Ma vie, My Life : Mike
- 2011 : 19-2 : Clément
- 2015 : Gang de malades : Dave Richer
- 2019 : L'Heure bleue : Le frère de Simone
- 2022: Norm & Dave : Lui-même
- 2024: Vestiaires : Alexis

## Récompenses et distinctions
Domaine artistique
- Masques 1999 : Interprète de l'année pour 15 Secondes

Domaine sportif
- Médaille de bronze aux Jeux parapanaméricains de 2011 (Boccia)[11]